# Le Mesnil-Villement
Le Mesnil-Villement és un municipi francès situat al departament de Calvados i a la regió de Normandia. L'any 2007 tenia 293 habitants.

## Demografia

### Població
El 2007 la població de fet de Le Mesnil-Villement era de 293 persones. Hi havia 123 famílies de les quals 41 eren unipersonals (4 homes vivint sols i 37 dones vivint soles), 37 parelles sense fills, 37 parelles amb fills i 8 famílies monoparentals amb fills.
La població ha evolucionat segons el següent gràfic:
Habitants censats

### Habitatges
El 2007 hi havia 179 habitatges, 126 eren l'habitatge principal de la família, 45 eren segones residències i 7 estaven desocupats. 178 eren cases i 1 era un apartament. Dels 126 habitatges principals, 101 estaven ocupats pels seus propietaris, 24 estaven llogats i ocupats pels llogaters i 2 estaven cedits a títol gratuït; 1 tenia una cambra, 7 en tenien dues, 32 en tenien tres, 40 en tenien quatre i 46 en tenien cinc o més. 87 habitatges disposaven pel capbaix d'una plaça de pàrquing. A 62 habitatges hi havia un automòbil i a 48 n'hi havia dos o més.

### Piràmide de població
La piràmide de població per edats i sexe el 2009 era:
| Homes | Edats   | Dones |
| ----- | ------- | ----- |
| 0     | 95 o +  | 0     |
| 0     | 90 a 94 | 4     |
| 4     | 85 a 89 | 4     |
| 4     | 80 a 84 | 4     |
| 0     | 75 a 79 | 4     |
| 8     | 70 a 74 | 12    |
| 8     | 65 a 69 | 12    |
| 24    | 60 a 64 | 12    |
| 4     | 55 a 59 | 12    |
| 16    | 50 a 54 | 4     |
| 0     | 45 a 49 | 4     |
| 16    | 40 a 44 | 8     |
| 16    | 35 a 39 | 4     |
| 8     | 30 a 34 | 12    |
| 4     | 25 a 29 | 4     |
| 0     | 20 a 24 | 4     |
| 0     | 15 a 19 | 16    |
| 8     | 10 a 14 | 4     |
| 4     | 5 a 9   | 8     |
| 0     | 0 a 4   | 16    |

## Economia
El 2007 la població en edat de treballar era de 174 persones, 120 eren actives i 54 eren inactives. De les 120 persones actives 108 estaven ocupades (66 homes i 42 dones) i 12 estaven aturades (3 homes i 9 dones). De les 54 persones inactives 25 estaven jubilades, 12 estaven estudiant i 17 estaven classificades com a «altres inactius».

### Ingressos
El 2009 a Le Mesnil-Villement hi havia 130 unitats fiscals que integraven 303 persones, la mediana anual d'ingressos fiscals per persona era de 15.567 €.

### Activitats econòmiques
Dels 6 establiments que hi havia el 2007, 1 era d'una empresa de fabricació d'altres productes industrials, 2 d'empreses de comerç i reparació d'automòbils, 1 d'una empresa d'hostatgeria i restauració i 2 d'empreses immobiliàries.
L'únic servei als particulars que hi havia el 2009 era un restaurant.
L'any 2000 a Le Mesnil-Villement hi havia 7 explotacions agrícoles.

## Poblacions més properes
El següent diagrama mostra les poblacions més properes.